# Ercole Contu
Ercole Contu (Villanova Tulo, 18 gennaio 1924 – Sassari, 7 gennaio 2018) è stato un archeologo italiano.
Sia come soprintendente che come docente diede un contributo importante agli studi sulla preistoria e sulla protostoria della Sardegna. Fu autore di un'eccezionale quantità di documenti scientifico-storici.

## Biografia
Allievo di Ranuccio Bianchi Bandinelli, ebbe lui come relatore e l'archeologo Giovanni Lilliu come secondo relatore per la sua tesi di laurea, in lettere, nel 1948 all'Università degli Studi di Cagliari. Nei due anni successivi fu assistente di archeologia classica e, dal 1950 al 1952, intraprese la carriera alle soprintendenze archeologiche. Lavorò a Bologna alle dipendenze del soprintendente Paolo Arias, a Cagliari con Gennaro Pesce e a Sassari col soprintendente Guglielmo Maetzke. Suoi maestri furono anche Doro Levi e Salvatore Maria Puglisi.

Ercole Contu (a destra) con gli archeologi Maria Teresa Amorelli, Tea Martinelli Coco, Massimo Pallottino, Gennaro Pesce e Giovanni Lilliu in una foto del 1954 scattata presso il complesso di Monte d'Accoddi.

Nel 1952 scoprì l'altare preistorico di Monte d'Accoddi presso Sassari, monumento unico nel bacino del Mediterraneo, aprendo così un nuovo capitolo della preistoria sarda; gli scavi vennero condotti sino al 1958. Lo stesso anno fu ammesso a frequentare la Scuola archeologica italiana di Atene e poi a partecipare agli scavi del palazzo minoico di Festòs nell'isola di Creta.
Dal 1962 al 1968 fu libero docente di paletnologia.
Dal 1964 fu ispettore archeologo e tra il 1966 ed il 1975 soprintendente reggente per le province di Sassari e Nuoro e saltuariamente per quelle di Oristano e Cagliari. In quel periodo riprese gli scavi nei siti di Santu Antine a Torralba, Palmavera e Anghelu Ruju ad Alghero ma annoverò anche le esplorazioni di numerosi nuovi siti e monumenti fra cui Filigosa e Tamuli a Macomer, Enas de Cannuja a Bessude, Brodu ad Oniferi, Moseddu a Cheremule, La Prisciona ad Arzachena, i nuraghi Aleri e Nastasi a Tertenia. E ancora: il palazzo di Re Barbaro, i mosaici funerari policromi di Dionisus e di Septimia Musa, il ritratto di Faustina Minore rinvenuto presso l'ara di Cuspius; il bronzetto di Ercole con i pomi delle Esperidi scoperto ad Ossi, le stele romane di Valledoria, di Castelsardo e di Viddalba, il lingotto di Cerdo dall'Argentiera, le tombe romane di capo Testa e l'epitafio di Aelia Victoria Longonensis.
Nel frattempo, fra il 1966 e il 1973, riorganizzò completamente il Museo archeologico ed etnografico di Sassari secondo una formula per quel tempo fortemente innovativa che puntava a rendere i percorsi didattici comprensibili al più vasto pubblico possibile.
Sempre a Sassari, a partire dal 1970, pur mantenendo i propri impegni di soprintendente archeologo, iniziò ad insegnare Antichità sarde nella appena istituita Facoltà di magistero come docente incaricato. Nel 1975, a seguito della nomina a professore di prima fascia di ruolo, lasciò la Soprintendenza archeologica per dedicarsi completamente all'insegnamento universitario. Nel 1979 divenne preside della Facoltà di magistero, incarico che ricoprì sino al 1982. Dal 1990 insegnò presso la Facoltà di lettere e filosofia e dal 1991 presiedette il Consiglio di corso di laurea in lettere.
Dal 1987 fece parte della commissione del dottorato di ricerca in archeologia preistorica, composta dalle Università di Roma ("La Sapienza"), Perugia, Urbino e Sassari, collaborando per diversi anni con studiosi come Amilcare Bietti, Gian Luigi Carancini, Editta Castaldi, Alberto Cazzella, Fabrizio Mori, Alba Palmieri, Renato Peroni, Salvatore Maria Puglisi.
Negli anni 90 fece parte della Sottocommissione archeologia e storia dell'arte della Commissione nazionale per la formazione e la ricerca nelle scienze umane del Ministero dell'università e della ricerca e della Commissione regionale sarda per la salvaguardia del patrimonio archeologico industriale; ha anche presieduto la Commissione lingua e cultura sarda per la predisposizione della legge regionale sarda sulla "Promozione e valorizzazione della Lingua e della Cultura della Sardegna", approvata nel 1997.
Andato in pensione nel 1997, nel 2003 divenne docente emerito con decreto del ministro della Pubblica Istruzione, ai sensi dell'art. 111 del T.U. sulla legislazione universitaria.
Ercole Contu fu membro di numerose istituzioni scientifiche fra cui l'Istituto italiano di preistoria e protostoria, l'Istituto di studi etruschi e italici, l'Istituto italiano di paleontologia umana, la Societé préhistorique française e la Deputazione di storia patria per la Sardegna.
Morì a Sassari, il 7 gennaio 2018.

## Opere essenziali
- Popoli e civiltà dell'Italia antica con Vincenzo Tusa e Guido Achille Mansuelli, Roma, 1974
- Il nuovo Museo nazionale Giovanni Antonio Sanna di Sassari, con Maria Luisa Frongia, Istituto poligrafico dello Stato, Libreria, 1976
- Il significato della stele nelle tombe di giganti, Sassari, Dessì, 1978
- Un museo per tutti: tecniche, criteri e finalità del nuovo Museo Nazionale "G. A. Sanna" di Sassari, Sassari, Dessì, 1982
- Il nuraghe S. Antine, Sassari, Carlo Delfino, 1988
- La Sardegna preistorica e nuragica, Sassari, Chiarella, 1997
- La Sardegna prima dei nuraghi, Sassari, Chiarella, 1998
- La Sardegna dei nuraghi, Sassari, Chiarella, 1998
- L'altare preistorico di Monte d'Accoddi, Sassari, Carlo Delfino, 2000